# Katarína Lazarová
Katarína Lazarová (13. února 1914 Výčapy-Opatovce – 21. června 1995 Bratislava) byla slovenská spisovatelka a překladatelka.

## Život
Pocházela z rolnické rodiny a základní vzdělání získávala ve Výčapech-Opatovcích. V letech 1924 až 1928 studovala na gymnáziu v Novém Městě nad Váhom, v letech 1928 až 1930 studovala na obchodní škole v Nitře. Během Slovenského národního povstání byla členkou 1. československé partyzánské brigády M.R. Štefánika a velitelkou bojové jednotky. Po skončení 2. světové války pracovala ve Svazu protifašistických bojovníků, ve Svazu slovenských žen, Svazu slovenských spisovatelů a dalších organizacích. V roce 1955 jí byla udělena státní cena Klementa Gottwalda.
Vystoupila na II. sjezdu československých spisovatelů (22. – 29. dubna 1956) a odsoudila politické represe a tiskový dozor, čímž se veřejnost poprvé vůbec dozvěděla z oficiálního média o jeho existenci. Později žila a tvořila jako spisovatelka ve svobodném povolání v Bratislavě.

## Dílo
Ve své tvorbě se zaměřovala zejména na problematiku vesnice. Důraz kladla na etickou stránku lidského jednání. Byla také autorkou próz a románů s tematikou protifašistického odboje a vzniku nových vztahů ve slovenské společnosti. Po roce 1968 jí vycházely jen detektivky.

### Próza pro dospělé
- 1949 – Kamaráti
- 1950 – Traja z neba
- 1953 – Osie hniezdo
- 1957 – Omyly
- 1961 – Mločia hora
- 1962 – Šarkan na reťazi
- 1964 – Kňažná z Lemurie
- 1966 – Interview s labuťami
- 1966 – Trpaslíci
- 1967 – Kavčie pierko
- 1968 – Putovanie svätej Anny
- 1970 – Vlkolaci
- 1976 – 4 detektívky : Kňažná z Lemúrie, Interview s labuťami, Putovanie svätej Anny, Vlkolaci - Bratislava : Slovenský spisovateľ, 724 s.
- 1977 – Vdovské domy

### Próza pro děti a mládež
- 1966 – Povesť o snežnom človeku